# Strovolos
Strovolos (Στρόβολος in greco) è un comune di Cipro nel distretto di Nicosia di 67.904 abitanti (dati 2011).
Ha ottenuto lo status di comune nel 1986 e fa parte dell'area metropolitana di Nicosia.